# Montierchaume
Montierchaume est une commune française située dans le département de l'Indre, en région Centre-Val de Loire.

## Géographie

### Localisation
La commune est située dans le centre du département, dans la région naturelle de la Champagne berrichonne.
Les communes limitrophes sont : Coings (5 km), Diors (6 km), Déols (6 km), Neuvy-Pailloux (7 km) et La Champenoise (9 km).
Les communes chefs-lieux et préfectorales sont : Châteauroux (8 km), Ardentes (14 km), Issoudun (19 km), La Châtre (35 km) et Le Blanc (60 km).

### Hameaux et lieux-dits
Les hameaux et lieux-dits de la commune sont : Rosier, la Bruyère, la Malterie, Cornaçay, Crevant et les Gravettes.

### Géologie et hydrographie
La commune est classée en zone de sismicité 2, correspondant à une sismicité faible. Elle est arrosée par la Vignole.

### Climat
Pour des articles plus généraux, voir Climat du Centre-Val de Loire et Climat de l'Indre.
En 2010, le climat de la commune est de type climat océanique dégradé des plaines du Centre et du Nord, selon une étude du CNRS s'appuyant sur une série de données couvrant la période 1971-2000. En 2020, Météo-France publie une typologie des climats de la France métropolitaine dans laquelle la commune est exposée à un climat océanique altéré et est dans la région climatique Centre et contreforts nord du Massif Central, caractérisée par un air sec en été et un bon ensoleillement.
Pour la période 1971-2000, la température annuelle moyenne est de 11,3 °C, avec une amplitude thermique annuelle de 15,5 °C. Le cumul annuel moyen de précipitations est de 764 mm, avec 11,5 jours de précipitations en janvier et 7,1 jours en juillet. Pour la période 1991-2020, la température moyenne annuelle observée sur la station météorologique de Météo-France la plus proche, « Châteauroux Déols », sur la commune de Déols à 6 km à vol d'oiseau, est de 12,1 °C et le cumul annuel moyen de précipitations est de 728,6 mm,. Pour l'avenir, les paramètres climatiques de la commune estimés pour 2050 selon différents scénarios d'émission de gaz à effet de serre sont consultables sur un site dédié publié par Météo-France en novembre 2022.

### Voies de communication et transports
La route nationale N151 passe par le territoire communal ainsi que les routes départementales : 80 et 96.
La ligne des Aubrais - Orléans à Montauban-Ville-Bourbon passe par le territoire communal, une gare desservait la commune. La gare ferroviaire la plus proche est la gare de Châteauroux (9 km), sur cette même ligne.
Montierchaume est desservie par la ligne 7 du réseau de bus Horizon ; par la ligne V du Réseau de mobilité interurbaine et par les lignes 1.3 et 4.2 du réseau d'autocars TER Centre-Val de Loire.
L'aéroport le plus proche est l'aéroport de Châteauroux-Centre, à 7 km.

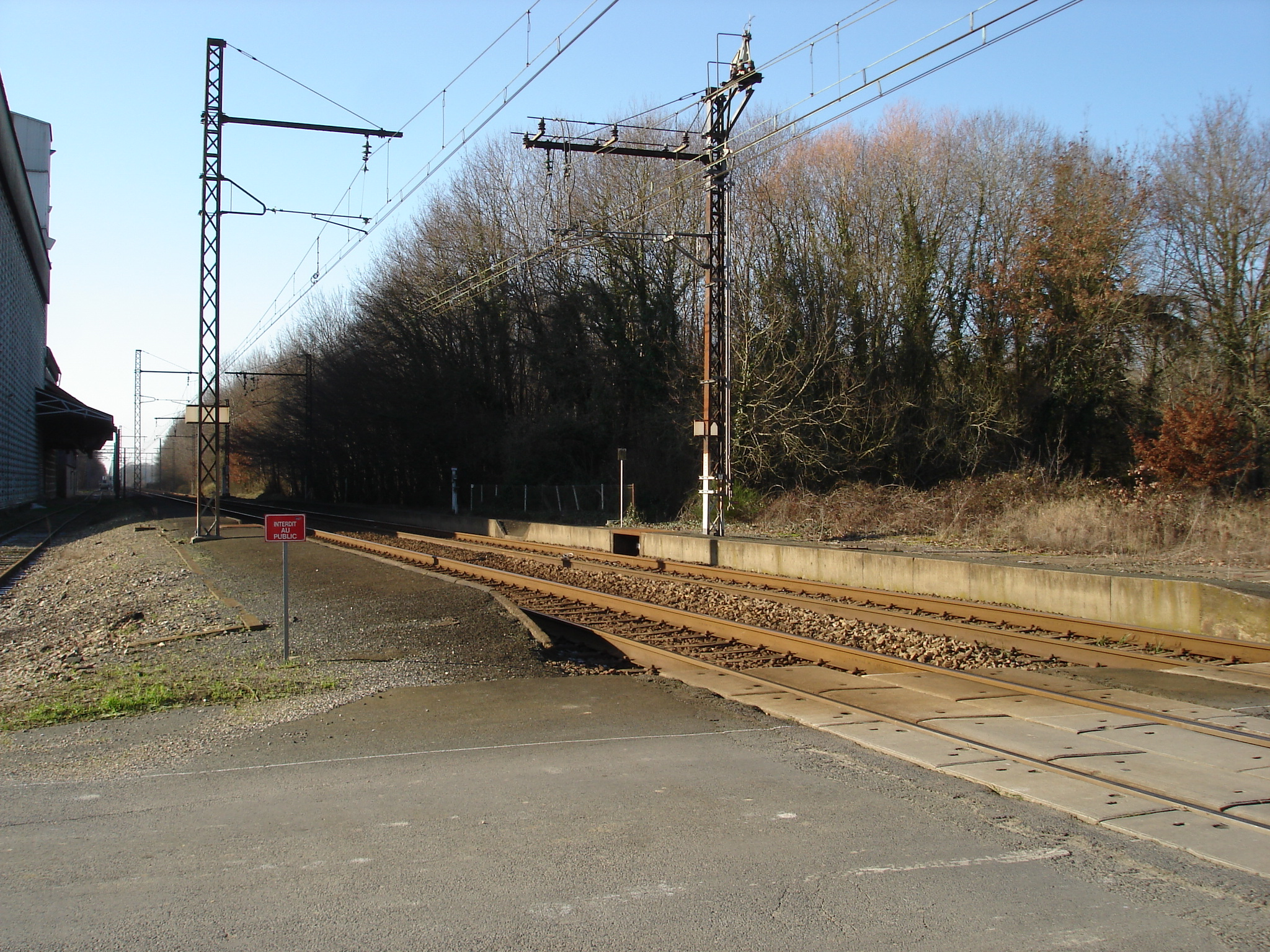
L'ancienne gare en 2012.

## Urbanisme

### Typologie
Au 1er janvier 2024, Montierchaume est catégorisée commune rurale à habitat dispersé, selon la nouvelle grille communale de densité à sept niveaux définie par l'Insee en 2022.
Elle est située hors unité urbaine. Par ailleurs la commune fait partie de l'aire d'attraction de Châteauroux, dont elle est une commune de la couronne,. Cette aire, qui regroupe 71 communes, est catégorisée dans les aires de 50 000 à moins de 200 000 habitants,.

### Occupation des sols
L'occupation des sols de la commune, telle qu'elle ressort de la base de données européenne d’occupation biophysique des sols Corine Land Cover (CLC), est marquée par l'importance des territoires agricoles (80,3 % en 2018), en diminution par rapport à 1990 (81,8 %). La répartition détaillée en 2018 est la suivante : 
terres arables (73,1 %), forêts (12,6 %), zones agricoles hétérogènes (6 %), zones industrielles ou commerciales et réseaux de communication (3,4 %), zones urbanisées (2,7 %), prairies (1,1 %), milieux à végétation arbustive et/ou herbacée (1,1 %). L'évolution de l’occupation des sols de la commune et de ses infrastructures peut être observée sur les différentes représentations cartographiques du territoire : la carte de Cassini (XVIIIe siècle), la carte d'état-major (1820-1866) et les cartes ou photos aériennes de l'IGN pour la période actuelle (1950 à aujourd'hui).

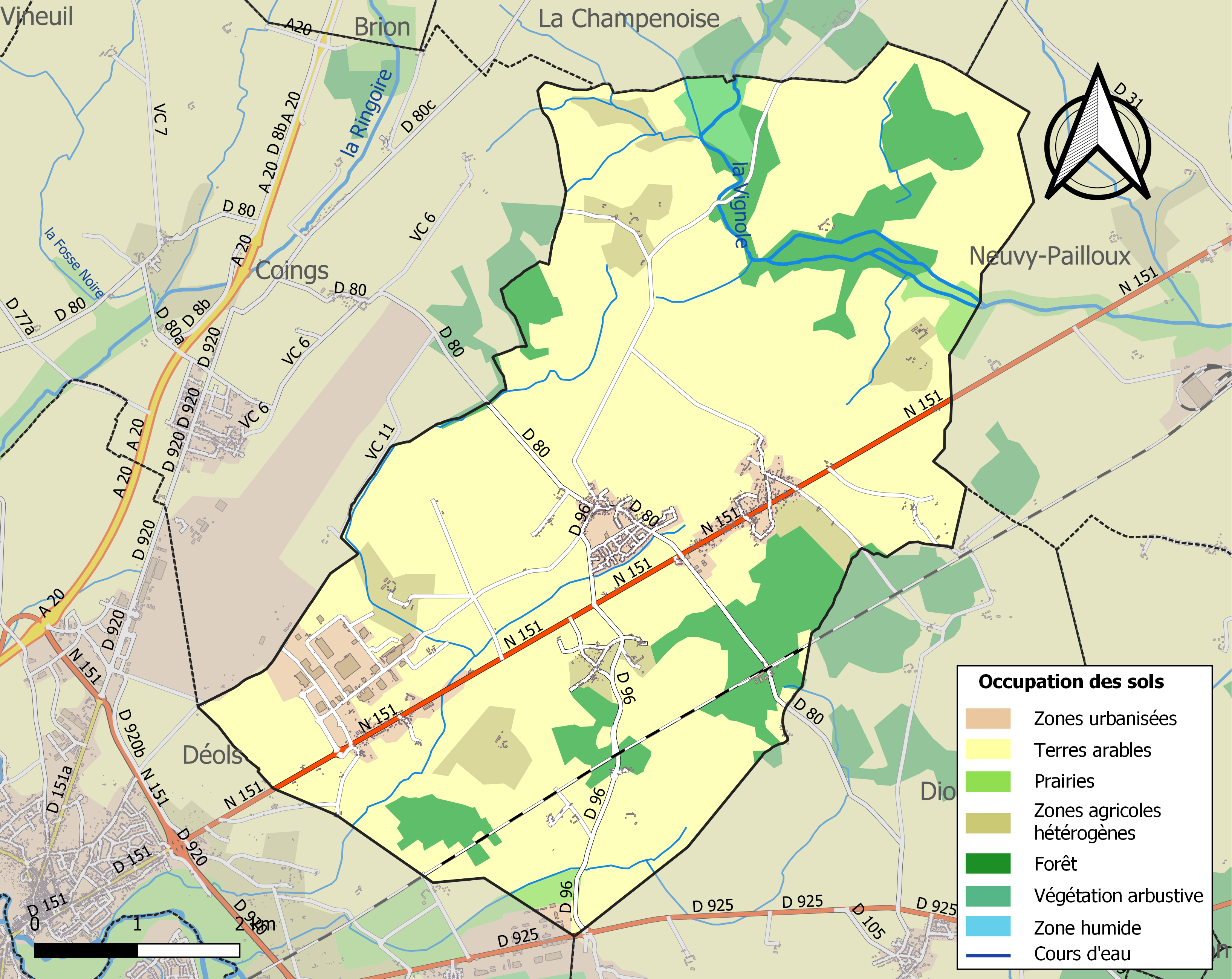
Carte des infrastructures et de l'occupation des sols de la commune en 2018 (CLC).

### Logement
Le tableau ci-dessous présente le détail du secteur des logements de la commune :
| Date du relevé                                              | 2013   |
| Nombre total de logements                                   | 696    |
| Résidences principales                                      | 94,2 % |
| Résidences secondaires                                      | 1 %    |
| Logements vacants                                           | 4,8 %  |
| Part des ménages propriétaires de leur résidence principale | 80,7 % |

### Risques majeurs
Le territoire de la commune de Montierchaume est vulnérable à différents aléas naturels : météorologiques (tempête, orage, neige, grand froid, canicule ou sécheresse), mouvements de terrains et séisme (sismicité faible). Il est également exposé à un risque technologique, le transport de matières dangereuses. Un site publié par le BRGM permet d'évaluer simplement et rapidement les risques d'un bien localisé soit par son adresse soit par le numéro de sa parcelle.

#### Risques naturels

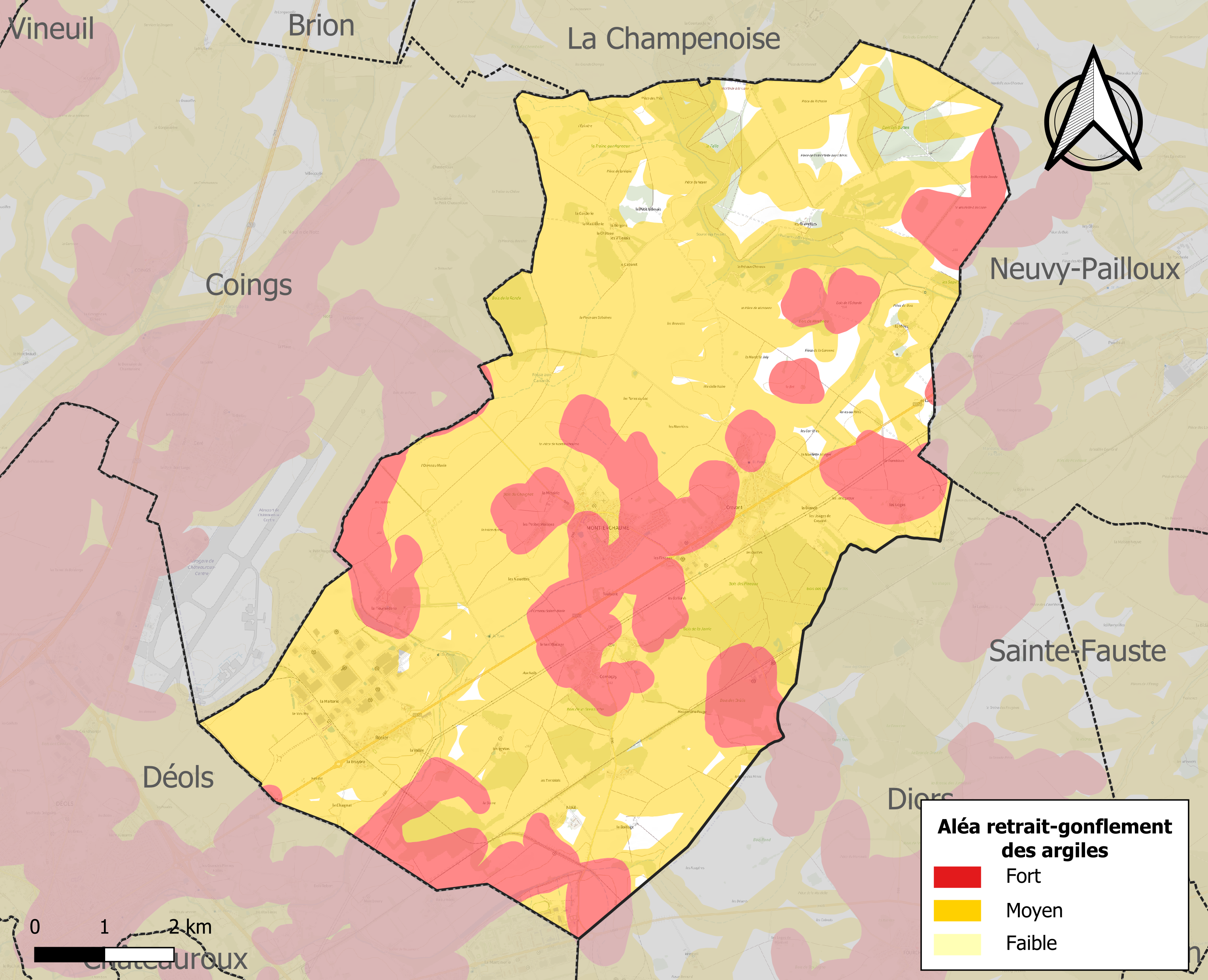
Carte des zones d'aléa retrait-gonflement des sols argileux de Montierchaume.

Les mouvements de terrains susceptibles de se produire sur la commune sont des tassements différentiels.
Le retrait-gonflement des sols argileux est susceptible d'engendrer des dommages importants aux bâtiments en cas d’alternance de périodes de sécheresse et de pluie. 93,9 % de la superficie communale est en aléa moyen ou fort (84,7 % au niveau départemental et 48,5 % au niveau national). Sur les 764 bâtiments dénombrés sur la commune en 2019, 756 sont en aléa moyen ou fort, soit 99 %, à comparer aux 86 % au niveau départemental et 54 % au niveau national. Une cartographie de l'exposition du territoire national au retrait gonflement des sols argileux est disponible sur le site du BRGM,.
Concernant les mouvements de terrains, la commune a été reconnue en état de catastrophe naturelle au titre des dommages causés par la sécheresse en 1996, 1997, 2011, 2018 et 2019 et par des mouvements de terrain en 1999.

#### Risques technologiques
Le risque de transport de matières dangereuses sur la commune est lié à sa traversée par des infrastructures routières ou ferroviaires importantes ou la présence d'une canalisation de transport d'hydrocarbures. Un accident se produisant sur de telles infrastructures est en effet susceptible d’avoir des effets graves au bâti ou aux personnes jusqu’à 350 m, selon la nature du matériau transporté. Des dispositions d’urbanisme peuvent être préconisées en conséquence.

## Toponymie
Le nom date du XIe siècle, des moines défricheurs bâtissent un monastère consacré à saint Maurice. Il est baptisé moutier (monastère) des chaumes, ce qui aurait donné au fil des temps, l'appellation actuelle de Montierchaume.
Ses habitants sont appelés les Montierchaumois.

## Histoire
Aux XIe siècle et XIIe siècle, des moines défricheurs créèrent un monastère consacré à saint Maurice, patron de la commune. Édifiée en 1997 au « Gué d'Amour », sur la Vignole, une stèle commémore la rencontre légendaire qui aurait permis la réconciliation entre Philippe Auguste et Richard Cœur de Lion à la fin de l'an 1195.
La communauté de Montierchaume est en crise démographique au début du XVIIIe siècle, puisqu’elle passe de 93 feux en 1709 à 91 en 1726. L’hiver de 1709-1710 notamment cause de nombreuses pertes, ainsi que la grande canicule de 1719 (qui tua beaucoup par dysenterie).
La commune fut rattachée de 1973 à 2015 au canton de Châteauroux-Est.

## Politique et administration
La commune dépend de l'arrondissement de Châteauroux, du canton d'Ardentes, de la première circonscription de l'Indre et de Châteauroux Métropole.
Elle dispose d'un bureau de poste et du siège du service départemental d'incendie et de secours de l'Indre (SDIS 36).
Montierchaume est jumelée depuis 1997, avec la commune de Dobre Miasto, en Pologne.

### Liste des maires
| Période                                  | Période      | Identité               | Étiquette | Qualité                           |
| ---------------------------------------- | ------------ | ---------------------- | --------- | --------------------------------- |
| mars 1977,                               | octobre 2012 | Roger Caumette         | PS        | Retraité de l’Éducation nationale |
| octobre 2012                             | mars 2014    | Jean-François Anguille | DVG       | Agent de sécurité                 |
| mars 2014                                | En cours     | Michel Lenglet         | DVG       | Retraité                          |
| Les données manquantes sont à compléter. |              |                        |           |                                   |

## Population et société

### Démographie
L'évolution du nombre d'habitants est connue à travers les recensements de la population effectués dans la commune depuis 1793. Pour les communes de moins de 10 000 habitants, une enquête de recensement portant sur toute la population est réalisée tous les cinq ans, les populations de référence des années intermédiaires étant quant à elles estimées par interpolation ou extrapolation. Pour la commune, le premier recensement exhaustif entrant dans le cadre du nouveau dispositif a été réalisé en 2006.

En 2022, la commune comptait 1 637 habitants, en évolution de +0,55 % par rapport à 2016 (Indre : −3 %, France hors Mayotte : +2,11 %).
| 1793 | 1800 | 1806 | 1821 | 1831 | 1836  | 1841 | 1846 | 1851 |
| ---- | ---- | ---- | ---- | ---- | ----- | ---- | ---- | ---- |
| 907  | 745  | 769  | 900  | 953  | 1 010 | 968  | 989  | 993  |

| 1856 | 1861 | 1866  | 1872  | 1876 | 1881 | 1886 | 1891 | 1896 |
| ---- | ---- | ----- | ----- | ---- | ---- | ---- | ---- | ---- |
| 963  | 976  | 1 011 | 1 037 | 979  | 940  | 958  | 954  | 964  |

| 1901 | 1906 | 1911 | 1921 | 1926 | 1931 | 1936 | 1946 | 1954 |
| ---- | ---- | ---- | ---- | ---- | ---- | ---- | ---- | ---- |
| 973  | 949  | 906  | 860  | 832  | 792  | 811  | 859  | 959  |

| 1962 | 1968 | 1975  | 1982  | 1990  | 1999  | 2006  | 2011  | 2016  |
| ---- | ---- | ----- | ----- | ----- | ----- | ----- | ----- | ----- |
| 821  | 702  | 1 001 | 1 325 | 1 752 | 1 757 | 1 657 | 1 676 | 1 628 |

| 2021  | 2022  | - | - | - | - | - | - | - |
| ----- | ----- | - | - | - | - | - | - | - |
| 1 651 | 1 637 | - | - | - | - | - | - | - |

### Enseignement
La commune dépend de la circonscription académique d'Issoudun.

### Sports
La commune possède au niveau sportif deux stades de football, un gymnase multi-sports, deux courts de tennis extérieurs, un terrain de basket-ball extérieur et un boulodrome extérieur.

### Médias
La commune est couverte par les médias suivants : La Nouvelle République du Centre-Ouest, Le Berry républicain, L'Écho - La Marseillaise, La Bouinotte, Le Petit Berrichon, France 3 Centre-Val de Loire, Berry Issoudun Première, Vibration, Forum, France Bleu Berry et RCF en Berry.

## Économie
La commune se situe dans l’aire urbaine de Châteauroux, dans la zone d’emploi de Châteauroux et dans le bassin de vie de Châteauroux.
La commune se trouve dans l'aire géographique et dans la zone de production du lait, de fabrication et d'affinage du fromage Valençay.
La culture de la lentille verte du Berry est présente dans la commune.
Le principal employeur est l’usine textile Balsan, spécialisée dans la fabrication d’uniformes. On trouve aussi divers commerces (boulangeries, boucherie, coiffeur, épicerie, bar-tabac, pharmacie, hôtel, restaurants et discothèque).

## Culture locale et patrimoine
- Église : une statue de bois (sacristie de l'église) du XVe siècle rappelle l’épisode de la fondation du village. La statue a été classée monument historique en 1971. Le chœur de l'église, est un reste de la chapelle du monastère. Il comporte des chapiteaux qui sont des copies de ceux de la grande abbaye bénédictine de Déols, dont il ne subsiste que les vestiges. Le chœur est orné de fresques polychromes qui rappellent la dévotion au saint et l'origine monastique de la paroisse, mentionnées au Guide bleu de la région Centre.
- Monument aux morts.